# Frasnay-Reugny
Frasnay-Reugny é uma comuna francesa na região administrativa de Borgonha-Franco-Condado, no departamento Nièvre. Estende-se por uma área de 14,33 km². Em 2010 a comuna tinha 88 habitantes (densidade: 6,1 hab./km²).